# Herta Freitag
Pour les articles homonymes, voir Freitag.
Herta Freitag, née Herta Taussig le 6 décembre 1908 à Vienne et morte le 25 janvier 2000 à Roanoke en Virginie, est une mathématicienne austro-américaine. Professeure de mathématiques à Hollins College, elle est connue pour ses travaux sur les nombres de Fibonacci.

## Biographie
Herta Taussig, décidée très jeune à enseigner les mathématiques obtient une maîtrise de l'université de Vienne en 1934 et devient alors enseignante dans un lycée. Son père, Josef Heinrich Taussig, rédacteur en chef du journal Die Neue Freie Presse, s’étant publiquement opposé aux nazis, il est licencié après l’annexion de l’Autriche en 1938 et la famille cherche alors à quitter Vienne.
Le frère de Herta, Walter Taussig, un musicien, étant en tournée aux États-Unis décide d’y rester ; il devient plus tard un chef d'orchestre assistant au Metropolitan Opera.
Herta et ses parents, quant à eux, émigrent d’abord en Angleterre, après qu’elle a accepté un emploi de femme de chambre pour obtenir un visa. Elle doit occuper plusieurs emplois pendant les années suivantes. En 1944, cependant elle réussit à rejoindre son frère aux États-Unis, avec sa mère, Paula Caroline Taussig (son père étant décédé en Angleterre). Elle recommence alors à enseigner les mathématiques à la Greer School dans le Comté de Dutchess, New York, une école pour enfants défavorisés.
En continuant des études pendant l'été, elle obtient un  master en 1948 à l'université Columbia, ce qui lui permet de rejoindre alors le Hollins College, une institution universitaire privée pour femmes à Roanoke en Virginie. Elle commence  comme instructrice, et deviendra finalement professeure titulaire et  directrice du département, jusqu’à sa retraite en 1971. Elle recommence néanmoins à enseigner à Hollings en 1978, après le décès de son mari, Arthur Freitag, un enseignant de mathématiques qu’elle a épousé en 1950.

## Recherches
Herta Freitag obtient un doctorat de l'université Columbia en 1953, avec une thèse intitulée:  The Use of the History of Mathematics in its Teaching and Learning on the Secondary Level [L'utilisation de l'histoire des mathématiques pour son enseignement et son apprentissage au niveau secondaire]. Elle y discute de l'intérêt d'étudier les mathématiques dans leur évolution, en particulier pour comprendre les obstacles à surmonter et leur valeur pour la civilisation humaine. À la demande du Conseil national des enseignants de mathématiques des États-Unis, elle écrit en collaboration avec son mari une histoire popularisée des nombres, abordant leur développement jusqu'aux nombres réels et complexes, les systèmes de numération positionnels ou non, les techniques de calcul.
Si elle publie d'abord quelques articles élémentaires destinés à l'enseignement, elle commence à s'intéresser dès 1968 aux nombres de Fibonacci, c'est-à-dire les nombres apparaissant dans la suite de Fibonacci, dont un terme est obtenu par addition des deux précédents, en partant par exemple de 1 et 2 : 1, 2, 3, 5, 8, 13, 21, 34, 55, 89, …. À partir des années 1980, elle publie régulièrement sur ce thème, seule ou en collaboration, et présente de nombreuses communications aux congrès de l'Association Fibonacci,.
En 1973, elle donne par exemple une formule pour calculer la somme de nombres de Fibonacci dont les indices sont régulièrement espacés et le premier terme quelconque. Autrement dit, en partant d'un nombre de Fibonacci quelconque {\displaystyle F_{r}}, on élimine les k-1 nombres suivants, on garde le k-ième (qui est le nombre {\displaystyle F_{r+k}}), on élimine les k-1 suivants, on garde le 2k-ième {\displaystyle F_{r+2k}}, etc., et on cherche la somme de n termes gardés. Freitag trouve que si, par exemple, r est inférieur à k, on a :
{\displaystyle \sum _{i=1}^{n}F_{r+k(i-1)}={\frac {(-1)^{k}F_{r+(n-1)k}+(-1)^{r}F_{k-r}-F_{r+nk}+F_{r}}{(-1)^{k}+1-L_{k}}}.}
Dans cette formule, {\displaystyle L_{k}} est le k-ième nombre de Lucas ;  cette autre suite de nombres est construite comme les nombres de  Fibonacci par additions successives de deux termes, mais cette fois en partant de 2 et 1 :  2, 1, 3, 4, 7, 11, 18, etc. 
Il existe une formule analogue si r est supérieur ou égal à k. L'intérêt de cette formule est qu'il suffit donc de calculer cinq nombres (dont trois ne dépendent pas de n) quel que soit le nombre n des termes à sommer au départ. La preuve s'appuie sur la formule de Binet. Cette formule contient  comme cas particuliers plusieurs résultats déjà classiques sur les nombres de Fibonacci, par exemple la somme de n nombres de Fibonacci d'indice pair (cas où r= 0 et k= 2).
Freitag étudie aussi la représentation de Zeckendorf d'un entier, c'est-à-dire la manière d'écrire un entier sous forme d'une somme de nombres de Fibonacci distincts et non consécutifs, ainsi que la représentation comme somme de nombres de Lucas. Par exemple, le nombre 100 peut s'écrire comme la somme de 1, 2, 8 et 89 qui sont des nombres de Fibonacci. La représentation de Zeckendorf est unique. Freitag donne des résultats sur le nombre de termes dans de telles représentations, et compare les représentations de Zeckendorf d'un  nombre et ses représentations comme somme de nombres de Lucas. Dans une série d'articles en collaboration avec Piero Filipponi, elle étudie les représentations de Zeckendorf de quotients entiers de carrés de nombres de Fibonacci ou de Lucas par un nombre de Fibonacci ou de Lucas.
Par exemple, puisque {\displaystyle F_{s}} divise toujours {\displaystyle F_{sk}},  à cause de la propriété de divisibilité des nombres de Fibonacci, les quotients {\displaystyle {\frac {F_{sk}^{2}}{F_{s}}}} sont des entiers. Pour s impair, Freitag et Filipponi montrent que leur représentation de Zeckendorf est une somme de {\displaystyle {\frac {sk}{2}}} termes si k est pair et de {\displaystyle {\frac {s(k-1)}{2}}+1} termes si k est impair et ils donnent cette représentation explicitement. Freitag donne aussi des formules exprimant comme somme de nombres de Fibonacci des quotients de ces nombres par différents entiers, par exemple elle prouve que {\displaystyle {\frac {F_{6n}}{4}}=F_{3}+F_{9}+F_{15}+\cdots +F_{6n-3}}.
Avec George M. Phillips, elle construit des algorithmes pour trouver les représentations de a+b et de ab lorsqu'on connaît celles de a et de b.

## Honneurs
Herta Freitag est élue Fellow de l'Association américaine pour l'avancement des sciences en 1959 et devient présidente de section de la Mathematical Association of America en 1962.
Elle  a reçu le prix Algernon Sydney Sullivan (en), ainsi que la médaille Hollins en 1979.
Le journal scientifique Fibonacci Quarterly lui  rend hommage en 1996 en lui consacrant un numéro à l'occasion de son 89e anniversaire (89 étant un nombre de Fibonacci), « en reconnaissance de ses années de services et de réalisations exceptionnels dans la communauté mathématique grâce à son excellence dans l'enseignement, dans l'art de résoudre des problèmes, et par ses conférences et ses recherches ».
En 1997, elle reçoit le prix humanitaire de la National Conference of Christians and Jews.